# Svenstrup Sogn (Mariagerfjord Kommune)
 For alternative betydninger, se Svenstrup Sogn. (Se også artikler, som begynder med Svenstrup Sogn)
Svenstrup Sogn er et sogn i Hobro-Mariager Provsti (Århus Stift).
I 1800-tallet var Svenstrup Sogn anneks til Vester Tørslev Sogn. Vester Tørslev hørte til Nørhald Herred, Svenstrup til Onsild Herred, begge i Randers Amt. Vester Tørslev-Svenstrup sognekommune blev ved kommunalreformen i 1970 indlemmet i Mariager Kommune, som ved strukturreformen i 2007 indgik i Mariagerfjord Kommune.
I Svenstrup Sogn ligger Svenstrup Kirke.
I sognet findes følgende autoriserede stednavne:
- Bavnehøj (areal)
- Brokhede Plantage (areal)
- Gunderup (bebyggelse, ejerlav)
- Midtbjerge (areal)
- Svenstrup (bebyggelse, ejerlav)
- Tinghøj (areal)
- True (bebyggelse, ejerlav)